# 紐西蘭交通
由於紐西蘭地形多山，人口較少且大多數分佈在其漫長的海岸線，紐西蘭交通曾不是很便利。歐洲人到來之前，毛利人的主要交通方式是走路和航運。歐洲人到來之後，紐西蘭的主要交通方式改為鐵路和航運。現在紐西蘭的主要交通方式是公路和航空，但鐵路和海運仍承擔部分貨運交通，並且紐西蘭正嘗試在一些人口集中地區導入公共交通。紐西蘭交通非常依賴公路交通。2012年，紐西蘭政府在公路交通上的投資達210億紐西蘭元，但在其他交通上卻只有7億紐西蘭元。這也遭到一些批評。

## 外部連結
- Ministry of Transport （页面存档备份，存于）
- Cook Strait Rail Ferries （页面存档备份，存于） from NZ History online